# Zvonovec bílý
Zvonovec bílý (Procnias albus) je druh ptáka z čeledi kotingovitých. Byl nalezen v lesích v Guyaně, malé počty ve Venezuele a v brazilském státu Pará a také na území státu Trinidad a Tobago. Podle studie z roku 2019 je zvonovec bílý nejhlasitějším zaznamenaným ptákem na světě.

## Popis
Dorůstá délky kolem 28 cm. Samec má čistě bílou barvu a černý zobák s masitým černým lalokem, řídce pokrytým bílým peřím, který visí shora zobáku, obvykle na pravé straně. Samice má celkově olivovou barvu a podobá se jiným zvonovcům. Samce je nepravděpodobné zaměnit s jinými druhy, ale samice je podobná zvonovci vousatému (Procnias averano).
Podle studie publikované v roce 2019, zvonovec bílý má nejsilnější hlas ze všech kdy zaznamenaných ptáků, dosahující až 125 decibelů. Předchozím držitelem rekordu byla kotinga křiklavá se 116 decibely.

## Status
Ačkoli je zvonovec velmi rozšířený, nejedná se o běžného ptáka. Dle odhadů je jeho populace velká, ačkoli může lehce klesat kvůli odlesňování, ale ne natolik, aby mohla být označena za ohroženou, proto ji Mezinárodní svaz ochrany přírody zařadil mezi málo dotčené taxony.